# Det Internationale Missionsråd
Det Internationale Missionsråd (en. International Missionary Council) blev officielt oprettet 1921 med det formål at fremme samarbejdet mellem de forskellige nationale missionsråd. Det hentede inspiration til sin oprettelse fra Verdensmissionskonferencen 1910, som var begyndelsen på 1900-tallets økumeniske bevægelser.  
1939 blev rådet associeret med Kirkernes Verdensråd og 1961 integreret deri som dets "kommission  for verdensmission og evangelisme", Commission on World Mission and Evangelism.